# Euxoa fumosa
Euxoa fumosa là một loài bướm đêm trong họ Noctuidae.